# Suomen kansallisbiografia
Suomen kansallisbiografia – wielotomowa publikacja w języku fińskim mająca na celu gromadzenie biografii osób zasłużonych dla rozwoju społeczeństwa fińskiego, wydawana przez Towarzystwo Literatury Fińskiej (fiń. Suomalaisen Kirjallisuuden Seura, SKS). 

## Opis
Suomen kansallisbiografia powstała jako projekt Fińskiego Towarzystwa Historycznego w latach 1993–2001, przy współpracy 700 ekspertów w dziedzinie historii, nauki, sztuki, kultury i biznesu . Obejmuje biografie osób zasłużonych dla rozwoju społeczeństwa fińskiego . 
Została wydana drukiem w latach 2003–2007 . Od 1998 roku jest również dostępna on-line . Obecnie (2020) zbiór obejmuje 6,5 tys. biografii .   
W latach 1999–2000 zbiór stu biografii został opublikowany on-line w języku angielskim  dla czytelników zagranicznych . Ukazał się również w formie książkowej w 2000 roku pod tytułem 100 Faces from Finland – A Biographical Kaleidoscope . W 2003 roku, z okazji 300-lecia Sankt Petersburga, udostępniono on-line zbiór stu biografii w języku rosyjskim . Niektóre biografie zostały również opublikowane w języku szwedzkim przez Towarzystwo Literatury  Szwedzkiej w Finlandii (szw. Svenska Litteratursällskapet i Finland) w Biografiskt Lexikon för Finland .
Informacje w biografiach publikacji internetowej są obszerniejsze niż te opublikowane drukiem – obejmują informacje o rodzinie, wykształceniu, karierze, pracach oraz upamiętnieniu . Publikacja internetowa zawiera także biografie opracowane w ramach projektu Kansallisbiografia II . 
Od 2008 roku za utrzymanie i uzupełnianie zbioru odpowiada redakcja projektu Kansallisbiografia II, powoływana przez zarząd Towarzystwa Literatury Fińskiej . W 2010 roku dodano biografie osób reprezentujących mniejszości etniczne, kulturowe i religijne . W 2014 roku zbiór poszerzono o biografie polityków, a w 2015 roku o biografie pisarzy . W 2018 roku dodano biografie przedstawicieli branży filmowej i teatralnej, a w 2019 roku osób związanych z edukacją kulturalną dzieci i młodzieży . Informacje zawarte w biografiach on-line są stale aktualizowane .